# Вулиця Дальня (Львів)
Ву́лиця Дальня — вулиця у Залізничному районі міста Львова, в місцевості Сигнівка. Сполучає вулиці Городоцьку та Патона, утворюючи перехрестя з вулицею Сигнівка.

## Історія
Виникла на початку XX століття у складі передміського селища Сигнівка. Після входження селища до меж міста 11 квітня 1930 року, вулиці колишнього села були перейменовані або ж новоутвореним вулицям надавалися певні назви. Так, у 1930 році вулиця мала назву Урбановича. 1936 року перейменована на вулицю Цудновську, на згадку про перемогу польського війська над московським у битві під Чудновом у 1660 році. Сучасна назва вулиця Дальня, походить з 1946 року.

## Забудова
Забудова вулиці Дальньої — одноповерховий конструктивізм 1930-х років, одноповерхова садибна забудова, індивідуальні забудови нового часу.